# Spodnje Duplje
Spodnje Duplje este o localitate din comuna Naklo, Slovenia, cu o populație de 694 de locuitori.